# Parti communiste d'Arabie saoudite
 (août 2019).
Si vous disposez d'ouvrages ou d'articles de référence ou si vous connaissez des sites web de qualité traitant du thème abordé ici, merci de compléter l'article en donnant les références utiles à sa vérifiabilité et en les liant à la section « Notes et références ».

Union de la jeunesse démocratique, branche jeunesse du Parti communiste saoudien

Le Parti communiste d'Arabie saoudite (en arabe : الحزب الشيوعي في السعودية (Hizb al-Shuyu'i fi al-Sa'udiyah)) est un parti politique saoudien.
Le PCAS, anciennement connu sous le nom de Front de renouvellement national puis de Front de libération nationale d'Arabie saoudite, est un parti politique saoudien fondé le 31 août 1975 par d'anciens membres du Mouvement nationaliste arabe.
Le FLN faisait partie du Front arabe de libération nationale depuis 1963.
Les communistes à l'intérieur du FLN avaient déjà un parti politique séparé, l'Organisation des communistes saoudiens.
Les autres membres du FLN ont fondé le PCAS en 1975.
Le PCAS a été interdit par le royaume.
Le PCAS a eu une organisation pour la jeunesse, l'Union de la jeunesse démocratique - Arabie saoudite (Ittihad ash-Shabab ad-Dimuqrati fi al-Sa'udiyah) dirigé depuis Damas en Syrie.
Le PCAS a fondé d'autres organisations, comme la Fédération des ouvriers d'Arabie saoudite, l'Union nationale des étudiants d'Arabie saoudite, et la Ligue démocratique des femmes d'Arabie saoudite. Des membres du PCAS ont été libérés de prison par le régime saoudien au début des années 1990.
Le royaume d'Arabie saoudite interdit formellement  ce parti politique, comme d'autres partis, mais l'évocation même de ce parti ne doit pas se faire dans les médias, ni dans la vie civile, ce mouvement étant « Haram », impie, diabolique (car les communistes sont censés être athées et hostiles à toute forme de religiosité, la religion étant considérée par ceux-ci comme « l'opium du peuple »), et ses membres sont donc susceptibles de recevoir des accusations de haute trahison, ce qui est passible de la peine de mort. 
Ce parti ne fait donc plus parler de lui depuis au moins 1990, date où il apporta son soutien à Saddam Hussein, lors de l'invasion du Koweït, et de la guerre du Golfe (donc une « haute trahison » à l'époque).  Il y eut certainement des purges, ou autres manœuvres des Saoudiens, mais on en ignore presque tout.     